# Quade-Test
Der Quade-Test, auch als Spannweitenrangtest von Quade bezeichnet, ist ein statistischer Test zur Untersuchung von drei oder mehr gepaarten Stichproben auf Gleichheit des Lageparameters. Da er keine bestimmte Verteilung der Daten in den Stichproben voraussetzt, zählt er zu den nicht-parametrischen Verfahren. Er ist eine Erweiterung des Wilcoxon-Vorzeichen-Rang-Tests auf die Anwendung für mehr als zwei Stichproben und eine parameterfreie Alternative zur ANOVA mit wiederholten Messungen. Benannt wurde der Test nach dem amerikanischen Biostatistiker Dana Quade, der ihn 1979 in der Fachzeitschrift Journal of the American Statistical Association veröffentlichte.

## Testbeschreibung
Der Quade-Test setzt voraus, dass die Werte zwischen den Stichproben gepaart und innerhalb der Stichproben unabhängig voneinander sind. Darüber hinaus müssen die Daten kardinalskaliert vorliegen, da beim Quade-Test die Spannweiten der Messwerte berücksichtigt wird.
Die Analyse beruht auf einer Sortierung der Werte in jeder Untersuchungseinheit, also jedem gepaarten Satz von Daten, vom kleinsten zum größten Wert, wobei jeder Wertesatz separat sortiert wird. Darüber hinaus wird für jede Untersuchungseinheit die Spannweite vom kleinsten zum größten Messwert bestimmt. Alle Untersuchungseinheiten werden anschließend nach der Spannweite in eine Rangreihenfolge sortiert, so dass jeder Untersuchungseinheit ein Spannweitenrangplatz, mit dem Wert 1 für den kleinsten und der Zahl der Untersuchungseinheiten N für den größten Rangplatz, zugewiesen wird. Für jeden individuellen Rang eines Messwertes wird anschließend dessen Abweichung vom Rangdurchschnitt durch Multiplikation mit dem Spannweitenrang der entsprechenden Untersuchungseinheit gewichtet. Auf diese Weise werden Spannweitenunterschiede zwischen den einzelnen Untersuchungseinheiten berücksichtigt, indem Untersuchungseinheiten mit größeren Spannweiten ein höheres Gewicht bekommen. Danach werden die mit dem Spannweitenrang gewichteten Einzelränge in jeder Stichprobe addiert.
Der p-Wert als Maß für die statistische Signifikanz ist dabei umso geringer, je größer die Unterschiede zwischen den Rangsummen der einzelnen Stichproben sind. Unter der Voraussetzung, dass die untersuchten Stichproben eine vergleichbare Häufigkeitsverteilung aufweisen, ist die Nullhypothese des Tests die Annahme, dass zwischen den Stichproben kein Unterschied in der Lage besteht. Ein p-Wert kleiner 0,05 wird deshalb im Allgemeinen so interpretiert, dass sich der Medianwert mindestens einer der untersuchten Stichproben signifikant von dem der anderen Stichproben unterscheidet.

## Alternative Verfahren
Der Quade-Test ist eine parameterfreie Alternative zur parametrischen ANOVA mit wiederholten Messungen, bei der – im Falle kleiner Stichprobengrößen – eine Normalverteilung der Daten Voraussetzung ist. Anstelle des Quade-Tests kann auch der ebenfalls nicht-parametrische Friedman-Test angewendet werden. Im direkten Vergleich gilt der Quade-Test im Allgemeinen als teststärker für den Vergleich von bis zu fünf Stichproben, während der Friedman-Test für mehr als fünf Stichproben in der Regel eine größere Teststärke aufweist. Darüber hinaus ist der Quade-Test deutlich besser geeignet als der Friedman-Test bei Daten mit unterschiedlichen Spannweiten in den einzelnen Stichproben. Andererseits ist eine Anwendung des Quade-Tests für ordinalskalierte Daten, die beispielsweise als Rangdaten erhoben wurden oder auf der Rangtransformation von kardinalskalierten Messwerten beruhen, im Gegensatz zum Friedman-Test nicht möglich.
Der ebenfalls nicht-parametrische Kruskal-Wallis-Test dient im Gegensatz zum Quade-Test zur Varianzanalyse von drei oder mehr ungepaarten Stichproben. Ein parameterfreies Verfahren zum Vergleich von zwei gepaarten Stichproben ist der Wilcoxon-Vorzeichen-Rang-Test, auf dem der Quade-Test basiert. Die Anwendung des Wilcoxon-Vorzeichen-Rang-Tests zur Durchführung von multiplen Zwei-Gruppen-Vergleichen zwischen mehreren Stichproben ist jedoch entweder auf wenige im Voraus geplante Vergleiche zu beschränken oder durch eine Korrektur der Alphafehler-Kumulierung zu ergänzen, die beispielsweise mit der Bonferroni-Methode durchgeführt werden kann.